# Mont Gelé
Mont Gelé är en bergstopp i Schweiz.   Den ligger i distriktet Entremont och kantonen Valais, i den sydvästra delen av landet, 100 km söder om huvudstaden Bern. Toppen på Mont Gelé är 3 023 meter över havet, eller 213 meter över den omgivande terrängen. Bredden vid basen är 1,3 km.
Terrängen runt Mont Gelé är huvudsakligen bergig, men den allra närmaste omgivningen är kuperad. Närmaste större samhälle är Sion, 15,9 km norr om Mont Gelé. 
Trakten runt Mont Gelé består i huvudsak av gräsmarker. Runt Mont Gelé är det ganska glesbefolkat, med 35 invånare per kvadratkilometer.